# 24 (ötödik évad)
A 24 ötödik évada.

## Cselekmény
| Figyelem: Itt a 24 televíziós sorozat 5. évadjának cselekményét vagy a végkifejletet is olvashatod. |

Másfél évvel azután, hogy hátrahagyva addigi életét megrendezte saját halálát, Jack Bauer kénytelen visszatérni Los Angelesbe, miután egy kellemesnek induló nap reggelén sorozatos merényleteket követnek el az ellen a négy ember ellen, akik tudták, hogy Jack életben van.
Ezzel egyidőben Logan elnök kulcsfontosságú megállapodás aláírására készül az orosz elnökkel. Egy szeparatista csoport azonban látszólag mindent elkövet, hogy ezt megakadályozza. Az igazi céljuk azonban, hogy az orosz vezetést saját hazájukban kényszerítsék térdre, s ennek eléréséhez semmitől sem riadnak vissza, veszélybe sodorva ezzel Los Angeles lakosságát is.
Bauernek tisztáznia kell nevét, ehhez pedig meg kell találnia az igazi gyilkosokat, s azok megbízóit. Régi kollégáival a nyomában, Jack nyomozásba kezd, amelynek során a Los Angelesre leselkedő veszéllyel is szembe kell néznie, és végül egy olyan összeesküvés bontakozik ki előtte, ami minden képzeletet felülmúl, s egészen a Fehér Ház legfelső köreibe vezet…
Lehetséges, hogy a két ügy korántsem független egymástól? Jacknek kevesebb mint 24 órája van, hogy megtalálja a választ…
|  | Itt a vége a cselekmény részletezésének! |

## Epizódlista
| EP# | Nyelv     | Cím                                     | Rendező(k) | Forgatókönyvíró(k) | Első vetítés       | Prod. kód |
| --- | --------- | --------------------------------------- | ---------- | ------------------ | ------------------ | --------- |
| 1   | HUN · USA | 7 és 8 óra között 7:00 a.m. – 8:00 a.m. | Jon Cassar | Howard Gordon      | – 2006. január 15. | 5AFF01    |
| -   |           |                                         |            |                    |                    |           |
| 2   | HUN · USA | és óra között :00 p.m.-:00 p.m.         |            | és                 | – 20. [[.]]        |           |
| -   |           |                                         |            |                    |                    |           |
| 3   | HUN · USA | és óra között :00 p.m.-:00 p.m.         |            | és                 | –                  |           |
| -   |           |                                         |            |                    |                    |           |
| 4   | HUN · USA | és óra között :00 p.m.-:00 p.m.         |            | és                 | –                  |           |
| -   |           |                                         |            |                    |                    |           |
| 5   | HUN · USA | és óra között :00 p.m.-:00 p.m.         |            | és                 | –                  |           |
| -   |           |                                         |            |                    |                    |           |
| 6   | HUN · USA | és óra között :00 p.m.-:00 p.m.         |            | és                 | – 2010.            |           |
| -   |           |                                         |            |                    |                    |           |
| 7   | HUN · USA | és óra között :00 p.m.-:00 p.m.         |            | és                 | –                  |           |
| -   |           |                                         |            |                    |                    |           |
| 8   | HUN · USA | és óra között :00 a.m.-:00 a.m.         |            | és                 | –                  |           |
| -   |           |                                         |            |                    |                    |           |
| 9   | HUN · USA | és óra között :00 a.m.-:00 a.m.         |            | és                 | –                  |           |
| -   |           |                                         |            |                    |                    |           |
| 10  | HUN · USA | és óra között :00 a.m.-:00 a.m.         |            | és                 | –                  |           |
| -   |           |                                         |            |                    |                    |           |
| 11  | HUN · USA | és óra között :00 a.m.-:00 a.m.         |            | és                 | – 2010.            |           |
| -   |           |                                         |            |                    |                    |           |
| 12  | HUN · USA | és óra között :00 a.m.-:00 a.m.         |            | és                 | –                  |           |
| -   |           |                                         |            |                    |                    |           |
| 13  | HUN · USA | és óra között :00 a.m.-:00 a.m.         |            | és                 | –                  |           |
| -   |           |                                         |            |                    |                    |           |
| 14  | HUN · USA | és óra között :00 a.m.-:00 a.m.         |            | és                 | –                  |           |
| -   |           |                                         |            |                    |                    |           |
| 15  | HUN · USA | és óra között :00 a.m.-:00 a.m.         |            | és                 | –                  |           |
| -   |           |                                         |            |                    |                    |           |
| 16  | HUN · USA | és óra között :00 a.m.-:00 a.m.         |            | és                 | –                  |           |
| -   |           |                                         |            |                    |                    |           |
| 17  | HUN · USA | és óra között :00 a.m.-:00 a.m.         |            | és                 | –                  |           |
| -   |           |                                         |            |                    |                    |           |
| 18  | HUN · USA | és óra között :00 a.m.-:00 a.m.         |            | és                 | –                  |           |
| -   |           |                                         |            |                    |                    |           |
| 19  | HUN · USA | és óra között :00 a.m.-:00 a.m.         |            | és                 | –                  |           |
| -   |           |                                         |            |                    |                    |           |
| 20  | HUN · USA | és óra között :00 a.m.-:00 a.m.         |            | és                 | –                  |           |
| -   |           |                                         |            |                    |                    |           |
| 21  | HUN · USA | és óra között :00 a.m.-:00 a.m.         |            | és                 | –                  |           |
| -   |           |                                         |            |                    |                    |           |
| 22  | HUN · USA | és óra között :00 a.m.-:00 a.m.         |            | és                 | –                  |           |
| -   |           |                                         |            |                    |                    |           |
| 23  | HUN · USA | és óra között :00 a.m.-:00 a.m.         |            | és                 | –                  |           |
| -   |           |                                         |            |                    |                    |           |
| 24  | HUN · USA | és óra között :00 a.m.-:00 a.m.         |            | és                 | –                  |           |
| -   |           |                                         |            |                    |                    |           |

Megjegyzés: a produkciós kódok a TV.com Archiválva 2019. május 20-i dátummal a Wayback Machine-ben honlapjáról származnak.